# Mario Hernán Ramírez
Nuestro poeta Mario Hernán Ramírez (Comayagüela, 5 de marzo de 1934-Tegucigalpa, 13 de abril de 2023) fue un historiador, poeta, escritor y periodista hondureño.

## Biografía
Inició su actividad como locutor en abril de 1952, por lo que a estas alturas es conocido como un viejo lobo del periodismo en Honduras;  ha escrito algunos libros, generalmente orientados a la historia de su país, entre ellos: “Calendas I” “Calendas II”, “Calendas III”, "Calendas IV", "Calendas V" “Por el mundo infantil”, “Escrutando el firmamento”, "Don Pepe Barroso un inmigrante cubano con éxito en Honduras" y su obra cumbre hasta el momento, “Gargantas de oro de la radiodifusión hondureña”; agregándose a su producción literaria “Un poeta y trece locos” y “El sabor de la pobreza”, "Datos biográficos de la abogada y periodista Magda Argentina Erazo Galo"; "Biografía del periodista Raúl Lanza Valeriano, 0801-Ciudad de Arcángel" que ya vieron la luz pública;  pero también ha ejercido el periodismo escrito, laborando en casi todos los diarios del país y en revistas de gran cartel.
Historiador, poeta y escritor, por algún tiempo incursionó en la televisión y por cerca de 30 años laboró en dependencias gubernamentales y privadas en el campo de la publicidad y las relaciones públicas.
Ha dictado conferencias en diferentes estrados y ha sido objeto de múltiples reconocimientos, a nivel de gremio, estatal y de la empresa privada que reconocen así su larga trayectoria a través de los diferentes medios en que ha laborado.
Actualmente en situación de jubilado, mantiene desde hace cerca de 40 años un escuchado programa de variedades con el nombre de “Mensajero Informativo” que se transmite de lunes a viernes de 5:00 a 6:00pm por radio Comayagüela en el 760 del dial de su radio; en el que inserta de todo para volverlo ameno e interesante por lo que mantiene un excelente récord de audiencia.
Ha participado en foros, conferencias y congresos vinculados a la radiodifusión, nacional e internacional. Pertenece al Colegio de Periodistas de Honduras, Asociación de Prensa hondureña, Unión Hondureña de Locutores, Instituto Morazanico, Instituto Hondureño de Cultura Hispánica, Academia Hondureña de Geografía e Historia, Asociación Nacional de Escritores de Honduras; Sociedad Literaria de Honduras (Soliho) y es presidente de la Federación Centroamericana de Comunicadores de prensa (Feccap), capítulo de Honduras y del Comité Pro-monumentos a Juan Ramón Molina, con proyección regional y de la Organización Mundial de Poetas, Escritores y Artistas con sede en Honduras.
Ramírez ha tenido oportunidad de visitar numerosos países de América, Europa y Asia, siempre en asuntos relacionados con su actividad periodística-radiofónica, figurando en Honduras dentro del círculo de los comunicadores de mayor antigüedad. En pleno ejercicio de su profesión, goza de amplio reconocimiento dentro de la sociedad hondureña.
Ha actuado en dos películas de largo metraje, tituladas “en cuerpo extraño” y “el último secuestro”.
Su pasión por el príncipe de la poesía hondureña lo ha llevado a dictar conferencias sobre la vida y obra del malogrado genio de la literatura hondureña en diferentes lugares como la Academia Militar General Francisco Morazán, Universidad Nacional Autónoma de Honduras (UNAH), Universidad Pedagógica Nacional Francisco Morazán (UPNFM), Instituto José Martí, Escuela Nacional de Bellas Artes (ENBA), el Centro de Arte y Cultura (CAC-UNAH), la Sociedad Literaria de Honduras y otros de importancia.

## Premios
- 2021 — Premio «Álvaro Contreras» | CP
- 2019_ Premio a la trayectoria periodística otorgado por el Congreso Nacional.
- 2017 - Premio Nacional de Literatura Ramón Rosa con el que la Patria honra,a sus mejores hijos en los fértiles campo de la intelectualidad a través del gobierno de la República y por intermedio de la Secretaria de Educación, APH y AHL
- 2009 — Premio Nacional «Alejandro Castro» | APH (placa)
- 2003 — Premio Población y Desarrollo «Ofelia Mendoza»
- 1994 — Premio «Paulino Valladares» | Comité Pro Monumentos a Juan Ramón Molina (trofeo en su Honor)
- 1982 — Premio Nacional de Periodismo «Céleo Murillo Soto» | Concejo Metropolitano del Distrito Central
- 1980 — Premio Nacional de Periodismo «Céleo Murillo Soto» | Concejo Metropolitano del Distrito Central
- 1978 — Medalla de Oro: 25 Años de Servicio a la Patria en la Radiodifusión Nacional | APH
- 1979 — Micrófono y Placa de Bronce | Junta Militar de Gobierno: «A Mario Hernán Ramírez, Por sus Servicios Distinguidos prestados a la Patria a través de la Radiodifusión Nacional. (f) Gral. Policarpo Paz García. Jefe de Estado